# Johann Distler
Metallwarenfabrik Johann Distler KG var en tysk tillverkare av plåtleksaker. 
Johann Distler grundade 1895 företaget Metallwarenfabrik Johann Distler KG i Nürnberg i Tyskland. Det tillverkade fram till 1914 enkla småleksaker i plåt. 
Under 1920- och 1930-talen utvidgade företaget sin produktionsbredd väsentligt och gjorde också mekaniska rörliga leksaker. Särskilt framgångsrik var dess bilmodeller, men också flygplansmodeller och mekaniska figurer såldes bra. Under perioden mellan första världskriget och andra världskriget ökade antalet anställda från 50 till 120, och produktprogrammet ökade till 800 olika artiklar. År 1936 tvingades den judiska ägaren av firma Distler av regimen att sälja företaget till företagaren Ernst Voelk (1896-1969), vilken också övertog Trix 1938 genom samma nazistiska "ariseringsprogram". Medan Trix tillverkade dyrbara modelljärnvägar och metallbyggsatser, skulle sortimentet genom Distler kompletteras med bilar och enklare plåtleksaker. 
Efter andra världskriget fick företaget en försäljningssuccé med bilen Distler Electro Matic 7500, som var modellerad efter Porsche 356. Den var batteridriven och hade växlar framåt och bakåt. Under 1950-talet tillverkade Distler också modelljärnvägar i skala H0. Mot slutet av 1950-talet hade Distler svårt att konkurrera med större tillverkare som Schuco. 
År 1962 lades produktionen i Tyskland ned och Ernst Voelk sålde fabriksutrustning och varumärke till en belgisk företagare, som tillverkade Porsche-modellbilen och några andra artiklar fram till 1968 i den nybildade företaget Distler Toys S.A. i Nivelles.